# Staurothele hymenogonia
Staurothele hymenogonia är en lavart som först beskrevs av William Nylander och fick sitt nu gällande namn av Thore M. Fries. 
Staurothele hymenogonia ingår i släktet Staurothele och familjen Verrucariaceae.  Arten är reproducerande i Sverige. Inga underarter finns listade i Catalogue of Life.